# Kvalificerad majoritet

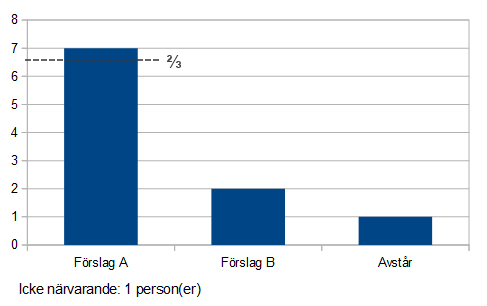
I detta exempel ligger gränsen för en kvalificerad majoritet vid ⅔ av rösterna. Detta betyder inte bara att Förslag A fått flest antal röster, utan även tillräckligt med röster för att uppnå den nödvändiga gränsen för kvalificerad majoritet.

Kvalificerad majoritet innebär att ett förslag vid en omröstning måste antas av en majoritet som är större än hälften av antingen alla röstande eller av närvarande röstberättigande. Den kvalificerade majoriteten uttrycks vanligen i bråkform, till exempel ⅔ (två tredjedelar eller 66,67 procent) eller ¾ (tre fjärdedelar eller 75 procent). Gränserna syftar till att ge skydd för minoriteten eller för att förhindra att viktiga förändringar beslutas genom en tillfällig enkel majoritet.

## Teoretiska exempel
- Parlamentet i ett land har 333 ledamöter. Ett beslut om en ändrad lydelse av en paragraf i landets grundlag kräver kvalificerad majoritet med ⅔. Om alla är närvarande krävs att 222 ledamöter röstar för ändringen. (De övriga 111 kan rösta nej eller lägga ned sina röster, det spelar ingen roll) Det behöver således inte vara fler än ⅔, till exempel 223 ja-röster.
- Om 31 ledamöter i samma parlament vid samma omröstning är frånvarande och inte har ersatts finns 302 ledamöter närvarande. Då krävs att 202 ledamöter röstar ja till ändringen av paragrafen. Regeln ⅔ leder matematiskt till 201,333333, och det innebär att 201 ja-röster vore färre än två tredjedelar, därför måste 202 rösta ja. (De övriga 100 närvarande kan rösta nej eller lägga ned sina röster, det spelar ingen roll.)

## Några praktiska exempel
1. En mer komplicerad form av kvalificerad majoritet tillämpas inom vissa politikområden inom Europeiska unionen. Denna kvalificerade majoritet är beroende av vem som står bakom ett lagförslag.
2. I USA använder man på federal nivå 2/3-regeln. Presidenten kan inlägga ett veto mot beslut i kongressen. Kongressen kan sedan häva vetot genom att fatta samma beslut ännu en gång, denna gång med minst 2/3-majoritet av närvarande ledamöter (i båda kamrarna).
3. Enligt den svenska regeringsformen kan i vissa sammanhang 5/6-majoritet (fler än 83,33 %) användas.
4. För ombildning av hyresrätter till bostadsrätter krävs 2/3 majoritet (fler än 66,66 %).